# Індуські календарі
Індуїстські календарі — календарі поширенні на теренах сучасної Індії, до них відносять: Вікрам Самват, ера Сака, ера Калі Юґа, ера Нірвана та інші.

## Історія
На території сучасної Індії ще в стародавні часи утворилися багато племен і народностей, які довго були роз'єднані. Тривала ізоляція індійських князівств один від одного привела до того, що майже в кожному з них була своя місцева календарна система. До недавнього часу в країні застосовувалося декілька офіційних цивільних календарів і близько тридцяти місцевих, таких, що служили для визначення часу різних релігійних свят і обрядів. Серед них можна зустріти сонячні, місячні і місячно-сонячні.

## Загальні основи обчислення
Зв'язок з рухом Сонця полягає в тому, що тривалість року в календарі дорівнює часу, після закінчення якого Сонце повертається до тієї ж зірки, від якої почалося спостереження. Цей проміжок часу називається зоряним роком. Він довший за тропічний рік на 20,4 хвилини і, за сучасними даними, становить 365,25636 доби.
Стародавні індійські астрономи не знали точної тривалості зоряного року і приймали її рівною за 365,25876 доби. Ця величина вказана в стародавньому індійському астрономічному трактаті «Сур'я Сиддханта», автором якого є видатний астроном і математик Аріабхата. Вона застосовувалася протягом майже п'ятнадцяти століть у багатьох індійських календарях. Внаслідок цього індійський календарний рік, який 1500 років тому починався в день весняного або осіннього рівнодення (21 березня або 23 вересня), тепер настає на 22–23 дні пізніше, тобто приблизно 12–13 квітня або 15–16 жовтня.

## День
У індуїстському календарі день починається зі сходом сонця. Є п'ять «властивостей» або «кінцівки», звані Анга. До них належать:
- Тітхі (один з 30 підрозділів у синодичний місяць) активно на світанку
- Васара (древнє),Вара (сучасне), як у Раві-вару, Сома-Вара і т. д., чи день тижня
- Накшатра (один з 27 підрозділів екліптики), в якому місяць знаходиться на світанку
- Йога (один з 27 підрозділів на основі екліптики довготи з сонця і місяця) активно під час сходу сонця
- Карана (підрозділи, засновані на тітхі) активні на світанку.

Разом 5 кінцівки або властивості позначені під як панчанґа (санскрит: pañca = п'ять). Пояснення термінів у такий спосіб.

## Місяці
Вираженням зв'язку календаря з видимим рухом Сонця є ділення року на 12 місяців з числом днів від 29 до 32, а також на 6 сезонів. Ці сезони, кожен з яких тривав два місяці, такі: Весна (васант):
- 1. Чайтра (березень-квітень, 30 днів), знак Меша — Овен.
- 2. Вайшакха (квітень-травень, 31 день).

Літо (гришма):
- 3. Дж'єшта (травень-червень, 31–32 дні)
- 4. Ашадха (червень-липень, 32 дні).

Сезон дощів-мусонів (варша):
- 5. Шравана (липень-серпень, 31–32 дні)
- 6. Бхадрапада або Проштапада(серпень-вересень, 31–32 дні)

Осінь (шарат):
- 7. Ашвін або Ашваюджа(вересень-жовтень, 30–31 день)
- 8. Картік (жовтень-листопад, 30 днів).

Зима (хемаїта):
- 9. Маргаширша або Аграхаяна(листопад-грудень, 29 днів)
- 10. Пуш'я або Пауш (грудень-січень, 29–30 днів).

Передвесняний сезон (шишира):
- 11. Магха (січень-лютий, 29–30 днів)
- 12. Пхалгуна (лютий-березень, 30 днів).

Різна тривалість місяців склалася ще в ті часи, коли індійські астрономи розбили екліптику на 12 рівних частин і вважали, що кожну з них Сонце проходить протягом одного місяця. Проте унаслідок нерівномірного руху Землі навколо Сонця в різний час року воно рухається з різною швидкістю. Тому в індійському календарі літні місяці виявилися довшими, а зимові — коротшими.
Індійський календар пов'язаний також з тривалістю місячного місяця. Початок кожного місяця падає наступного дня після настання повного місяця або молодика. Як відомо, 12 місячних місяців містять тільки 354 дні. Тому для узгодження їх тривалості з сонячним роком в кожен третій рік вставляється додатковий, 13-й місяць (адікмас), а щоб зрівняти місячні і сонячні місяці, були введені додаткові дні (тітхи). За початок місячного року (Угаді або Гуді Падва) прийнято 1-й день світлої половини місяця чайтра перед Меша-санкранті, тобто входу Сонця в знак Овен (сидеричний), (наприклад на 2013 рік це 13 квітня). Наступний день 14 квітня в багатьох штатах Індії святкують як солярний новий рік.
Кожен місяць ділиться на дві половини: перша починається після безмісяччя (амавасйа), тобто молодик припадає на 1-й день і називається Шукла-пакша, Світла половина, «Половина, що яснішає», а друга починається у наступний день після повні місяця (пурніма) і називається Крішна-пакша, «Темна половина». Тому є два види календаря — амавасйант, мукхйа ману система, в якому місяці починаються в 1-й день Шукла-пакша і пурнімант, гауна мани система, в якому місяці починаються в 1-й день Крішна-пакша і він випереджає амавасйант на 15 днів. Пурніманта також відомий як Шукланта Маса. І ця система рекомендується Варахаміхірою і більш поширена у північних штатах.
Всі релігійні свята наголошуються по одному з місячно-сонячних або місячних календарів. Так, свято «Дівалі», присвячене богині процвітання Лакшмі і богові Вішну, припадає на день молодика місяця Картіка. Також в багатьох місцях Індії відзначають початок нового року. У штаті Мадрас новий рік зустрічають на 15-й день після «Дівалі», тобто коли наступає повний місяць.
Вайшнавський календар Гаурабда відрізняється тим, що у нього 1 місяць чайтра починається після повні Пхалгуна пурніма.
Слід мати на увазі, що календар в інших народів може починатись не із Чайтра, а з інших місяців. Наприклад у Китаї і Тибеті — із 1 дня Пхалгуна (2 місяць після зимового сонцестояння), тобто на 1 місяць раніше. В юдеїв перший місяць нісан збігається з чайтра, але за цивільним календарем перший місяць — тішрі (ашвін).

## Йога
Санскритське слово йога означає «союз», але в астрономічних розрахунках використовується в сенсі «вирівнювання». Спочатку один обчислює кутова відстань уздовж екліптики кожного об'єкта, приймаючи екліптику почати в Овні (Мешаді, як визначено вище): це називається довгота цього об'єкта. Довгота сонця і довготі Місяця додаються, і нормовані на значення в діапазоні від 0° до 360° (якщо більше, ніж 360, відняти 360). Ця сума ділиться на 27 частин. Кожна частина тепер буде дорівнювати 800 ' (де ' є символом кутової хвилини, що означає 1 / 60 градуса). Ці частини називаються йоги. Вони позначені:
| 1. Вішкамбха 2. Приті 3. Аюшман 4. Саубаг'я 5. Шобхана 6. Атіганда 7. Сукарма 8. Дхриті 9. Сула | 10. Ганда 11. Вридхі 12. Дхрува 13. В'ягата 14. Харшана 15. Ваджра 16. Сиддхі 17. В'ятипата 18. Варіяс | 19. Паригха 20. Шива 21. Сиддха 22. Садх'я 23. Шубха 24. Шукла 25. Брахма 26. Махендра 27. Вайдхриті |

Знову ж, незначні зміни можуть існувати.

## Карана
Карана є половина тітхі. Якщо бути точним, це час, необхідний для кутового відстані між Сонцем і Місяцем, щоб збільшити з кроком 6°, починаючи з 0°. (Порівняйте з визначенням тітхі вище.)
Оскільки тітхі є 30 в числа, а з 1 Тітхі = 2 Карана, тому можна було б логічно очікувати там бути 60 Карана-х. Але є тільки 11 таких Карана, який заповнюють ці слоти для розміщення для тих, хто '30 тітхі' років. Є насправді 4 «фіксованою» (стхіра) Карана і 7 «повторювані» (кара) Карана.
4 «фіксованою» Карана:
```
   Шакуні ( शकुनि )
   Чатушпада ( चतुष्पाद )
   Нага ( नाग )
   Кімстугна ( किंस्तुघ्न )
```

7 «повторювана» Карана:
```
   Вава або Бава ( बव )
   Валава або Балава ( बालव )
   Каулава ( कौलव )
   Тайтіла або Тайтула ( तैतिल )
   Гара або Гараджа ( गरज )
   Ваніджа ( वणिज )
   Вішті ( Бхадра ) ( भद्रा )
```

- Тепер в першій половині 1-го тітхі (з Шукла Пакша) завжди Кімтугна Карана. Отже, це Карана «фіксована».
- Далі, 7 — повторюючи Карана повторіть вісім разів, щоб покрити наступні 56 напів-тітхі. Таким чином вони є «повторенням» (кара) Карана.
- Із 3 останніх половина — тітхі прийняти залишилися «фіксованою» Карана років в порядку. Таким чином вони також «фіксовані» (стхіра).
- Таким чином кожен отримує 60 Карана від тих 11 передустановки Карана років.

Карана на світанку конкретного дня буде переважаючою Карана протягом цілого дня. Того дня, зміни на кожен схід тобто від сходу 1 до Схід 2 — це 1 Ведичний день.

## Додаткові місяці (адхіка маса)
Коли сонце не переходить в будь-який знак — раші, а просто продовжує рухатися в раші в місячному місяці (тобто до молодика), те, що місячний місяць буде названий згідно з першим майбутнього транзиту. Він також візьме епітет адхіка або «екстра». Наприклад, якщо місячний місяць пройшло без сонячного транзиту і на наступний транзит в Меша, то в цьому місяці без транзиту позначений адхіка Чайтра Маса. В наступному місяці будуть помічені у відповідності з його транзиту, як зазвичай і отримаєте епітет Ніджа ("оригінальний") або Шуддха («незмішаний»).
Адхіка Маса випадає кожні 32,5 місяців. Він також відомий як Пурушоттама Маса, з тим, щоб дати йому віддане ім'я. Таким чином 12 індуїстські місяців дорівнює приблизно 356 днів, в той час як сонячний рік є 365 або 366 (у високосному році), які створюють різницю 9 до 10 днів, який компенсується кожен 3-ій рік. Ні адхіка Маса не падає під час Картіка до Маг.

## Втрачені місяці (кшайа маса)
Якщо сонце переходить на дві Раші в межах місячного місяця, потім місяць доведеться бути помічені обома транзитами та одержить назву кшайа або « втрачений». Там вважається " втрата ", тому що в цьому випадку є тільки один місяць, помічений як транзит. Якщо сонце транзитом тільки в одному знаку в місячному місяці, як звичайно, не було б два окремих місяці.
Наприклад, якщо сонце переходить в Меша і Врішабха в місячному місяці, то вона називатиметься Чайтра — Вайшакша кшайа — Маса. Там не буде ніяких окремих місяців помічені Чайтра і Вайшакша.
Кшайа — Маса відбувається дуже рідко. Відомі зазори між виникненням кшайа — маса є 19 і 141 років. Останній був у 1983 році. 15 січня по 12 лютого Пауса — Магха кшайа — Маса. 13 лютого того ж року далі був адхіка Пхалгуна.
Особливий випадок: Якщо немає сонячного транзиту одного місячного місяця, але є два транзити в наступному місячному місяці, то
- перший місяць буде помічен першим транзитом другого місяця і прийнят епітет адхіка і
- в наступному місяці будуть помічені обома її транзитів як зазвичай для кшайа — Маса.

Це дуже рідко. Останній був у 1315 році. 8 жовтня по 5 листопада були Картіка адхіка — Маса. 6 листопада по 5 грудня були Картіка — маргашірша кшайа — Маса. 6 грудня того ж року був Пауса.

## Релігійні обряди у випадку додаткових і втрачених місяців
Серед нормальних місяців, адхіка місяців і кшайа місяців, вважаються «найкращими» для релігійних цілей. Це означає, що, якщо фестиваль повинен впасти на 10-й тітхі від Ашваюджа місяць (це називається Віджаядашамі) і є два Ашваюджа (Ашвіні) місяців, викликані існуванням адхіка Ашваюджа, перший адхіка місяць не побачите фестиваль, і фестиваль буде спостерігатися тільки в другій Ніджа місяць. Однак, якщо другий місяць є ашваюджа кшайа, то фестиваль буде спостерігатися у першому адхіка самого місяця.
Коли два місяці в одній особі в разі кшайа Маса, фестивалі обох місяців також будуть в цей кшайа Маса. Наприклад, фестиваль Махашіваратрі, який слід дотримуватися в чотирнадцятий тітхі від Магха Крішна-пакша, був в 1983 році, спостерігається на відповідному тітхі з Pausa — Магха кшайа Крішна-пакша, позаяк цього року, Pausa і Magha були в одній особі, як згадувалося вище. Коли два місяці в одній особі в разі кшайа Маса, фестивалі обох місяців також буде розгорнута в цей кшайа Маса.
Новий рік день є першим днем шукла Пакша Чайтра. У разі адхіка або кшайа місяців, що стосуються Чайтра, вищезгадані релігійні правила породжують до наступних результатів:
- Якщо адхіка Чайтра після Нідж Чайтра, новий рік починається з Нідж Чайтра.
- Якщо адхіка Чайтра після кшайа Чайтра-Вайшакха, новий рік починається з адхіка Чайтра.
- Якщо Чайтра-Вайшакха кшайа відбувається без будь-яких адхіка Чайтра перед ним, то він починає новий рік.
- При виникненні Чайтра-Пхалгуна кшайа він починає новий рік.

## Відповідність місячно-сонячного календаря сонячному
Назви місячних місяців засновані на сонячних транзитах, і місяць Чайтра буде, як зазначено вище, завжди бути поруч з сонячним місяцем Меша (Овен), місячно-сонячний календар завжди буде супроводжувати сонячний календар.
Сонячний календар навпроти починається 14-15 квітня щороку. Це означає вхід сонця в знак Овна (Раші Меша) і святкується як Новий рік в Ассамі, Бенгалії, Орісі, Маніпурі, Кералі, Пенджабі, Таміл-Наду і Тріпурі. Перший місяць року називається «Chitterai (சித்திரை)» тамільською мовою, «Medam» на малаялам і Bohag в ассамській, Baisakh в бенгальській / панджабі і непальській. Цей сонячний Новий рік святкується в той же день в М'янмі, Камбоджі, Лаосі, Непалі та Таїланді.
Епоха (початкова точка або перший день нульовому року) поточного епоху індуїстської календарем (як сонячної і місячно- сонячному) є 18 лютого 3102 до н. е. в випереджаючому юліанському календарі або 22 січня 3102 до н. е. (-3101 астрономічна шкала) в випереджаючому григоріанському календарі. За пуранами це був момент, коли Шрі Крішна повернувся в свою вічну обитель. Обидва сонячні і місячно-сонячний календарі почали в цей день. Місячно-сонячний календарний рік зазвичай починається раніше, ніж сонячний.
Це незвичайна особливість індуїстського календаря. Більшість систем використовують поточний порядковий номер року, як рік етикетці. Але так само, як справжній вік людини вимірюється за кількістю років, що минули з дня народження людини, індуїстський календар вимірює кількість років, що минули. 20/03/2015, 5116 рік Калі-самват закінчується.

## Цикли часу в Індії
- 60-річний цикл
- рік
- 6 сезонів року
- близько 60 днів (2 місяці) в сезоні
- Місяць (місячний)
- 2 пакші на місяць, Шукла (світла) і Крішна (темна)
- 15 тітхі в Пакша (1-14, 15 — я є пурніма або амавасья)
- 60 гаті (або 30 мухурт або 8 прахар) в 24-годинний період (ахоратра).
- 30 Кала (приблизно) в 1 мухурті
- 30 кастха в 1 калу
- 15 німіша в 1 кастха

Перетворення дати календаря :
```
   Чайтраді Вікрам (минулий) : Чайтра - Пауша : відняти 57 ; Пауша - Пхалгуна : відняти 56.
   Шака : додати 78-79
   Калачурі : додати 248-249
   Гупта / Валабхі : додати 319-320
   Бангла : додати 593-594
   Віра Нірвана Самват : відняти 527-526
   Юдхиштхира Самват (або Калі Самват): Відніміть 3101 (Вознесіння Господа Крішни у віці 125) від ери
   Шрі Крішна Самват : Відніміть 3226 (Народження Господа Шрі Крішни) від ери
   Балабхі Самват : додати 320 до нашої ери
```

види місячно-сонячного календаря — у Біхарі, Уттар-Прадеші, Раджастхані і багато північний регіон Індії «Пурніманта» (означає місяць закінчується на Пурніму або повний місяць). У Гуджараті, Махараштрі, і в багатьох інших частинах південній частині Індійського регіону, «Аманта» (місяців кінець на амавасью тобто безмісяччя , 30 день). Початок навесні на Угаді, рідше восени на Дівалі. Менш вживаним є сонячний календар з початком 14 квітня — Меша санкранті.

## Національні календарі в Південній і Південно-Східної Азії
Варіант Шалівахана Календар був реформований і стандартизовані як Індійський національний календар в 1957 році. Це офіційний календар наступним календар Шалівахан Шак в починаючи з місяця, Чайтра і підрахунку років з 78 CE бути нульовою рік. Постійна кількість днів у кожному місяці (з високосними роками).
Бенгальський календар (введений 1584), широко використовується в східній Індії в штаті Західна Бенгалія, Тріпура і Ассам. Реформування цього календаря був введений в сучасній Бангладеш в 1966 році, з постійними днів у кожному місяці і системою високосний рік. Непал слідує Бікрам самват. Паралельні місяці і приблизно такий же періоди відносяться до буддійських календарів, що використовуються в Бірмі, Камбоджі, Лаосі, Шрі-Ланці та Таїланді.

## Інші календарі
У Індії довгий час застосовувалися і інші ери, наприклад:
- ера Калі Юґа починається з 18 лютого 3102 року до н. е..
- ера саптаріші починається з 3076 р. дне.
- ера Нірвана веде свій початок з 543 року до н. е. — передбачуваної дати смерті будди Сак'я-муні (Сіддгартха Ґаутама).
- ера Гаурабда — починається від повні місяця пхалгуна 1486 р. — дня явління према-аватара Гаура, користуються в основному вайшнави
- ера Фазлі — одна з останніх історичних ер в Індії. Вона була введена падишахом Акбаром (1542—1606), але нею користувалися тільки в офіційних документах. Початком цієї ери є дата 10 вересня 1550 року.